# Свети Димитър (Палеа Милия)
Вижте пояснителната страница за други значения на Свети Димитър.
„Свети Димитър“ (на гръцки: Αγίου Δημητρίου) е православна църква в гревенското село Палеа Милия, Егейска Македония, Гърция.
Църквата заедно със „Свети Константин“ са единствените запазени сгради в селото. Църквата е построена в 1900 година. В архитектурно отношение е трикорабна базилика с дървен покрив, женска църква и каменна камбанария.